# Fumio Ueda
Fumio Ueda (上田 文雄, Ueda Fumio) és un polític i advocat de Hokkaido, Japó. Va exercir com a alcalde de Sapporo durant més d'una decada.
Ueda va nàixer a Makubetsu i es va licenciar en dret l'any 1972. Després de convertir-se en advocat va obrir una oficina el 1978. Va exercir en diferents temps com a vice-director de l'Associació d'Advocats de Sapporo, centrant-se en les branques de la defensa dels drets dels xiquets i els consumidors.
Va ser elegit alcalde de Sapporo en 2003 amb el suport del Partit Democràtic i el sindicat Rengō. Un dels trets més característics del seu mandat com a alcalde va ser rebaixar el deute de la ciutat. En 2014, cap a la fi del seu mandat va anunciar que no es tornaria a presentar per a un quart mandat. Es va sospitar que Ueda podia ser candidat a les eleccions a governador de Hokkaidō de 2015, però ell mateix va dir que no participaria. Va ser succeït pel seu vicealcalde, Katsuhiro Akimoto qui heretà gran part de la base electoral d'Ueda.
En els darrers temps va presentar un programa de varietats a la Emissora de Televisió de Hokkaidō on mostrava els objectes més cars de Sapporo.